# Holy Feeling
Holy Feeling (с англ. — «Святое чувство») — песня, написанная американским композитором и исполнителем Грейсоном Ченсом и выпущенная 15 января 2021 года в качестве первого официального сингла с его третьего сольного альбома «Trophies». Сингл вышел на лейбле Arista Records.

## История
В 2020 году Ченс закончил мировой тур в поддержку альбома «Portraits», во рамках которого он дал 115 концертов в Северной Америке, Европе и Азии.
В написании песни также принимали участие продюсер Тедди Гайгер, Чед Копелин и Кристиан Терьо (Christian Theriot). Это уже третья песня, написанная Ченсом в соавторстве с Тедди Гайгер (после «Dancing Next to Me» и «Bad To Myself»).
Песня была записана 13 июня 2020 года на студии Sonic Ranch Studios в Эль-Пасо, штат Техас. В этой же студии американская инди-фолк группа Bon Iver записывала свой альбом «I, I» (2019); эта же группа стала и одним из вдохновений для Ченса при написании сингла. Кроме того, музыканта вдохновляли Kings of Leon, Леон Бриджес и Шарлотт Дэй Уилсон.
Продюсерами песни являются Чед Копелин и Тедди Гайгер.

Грейсон Ченс о песне: Я не буду лгать, написать альбом во время года пандемии было непростой задачей. Но «Holy Feeling» пришла в то время, когда я чувствовал себя наиболее застрявшим и неуверенным в себе; поэтому, она служила [своего рода] пробуждением. Я создал весь свой альбом вокруг песни, как в плане звука, так и в плане повествования. «Holy Feeling» — песня о присутствии и сосредоточении внимания на красоте того, что находится перед вами, а не на том, что находится в неизвестном будущем. Я написал эту песню на студии «Sonic Ranch» в Эль-Пасо, которая казалась мне вторым домом, когда я уезжаю из Оклахомы. Думаю, сингл отражает более неотшлифованную версию меня.
Оригинальный текст (англ.)It was a daunting task to write an album in the middle of a pandemic year, I won’t lie. But “Holy Feeling” came at a time when I felt the most stuck and the most unsure of myself; in that way, it served as an awakening. I crafted my entire album around the song, both sonically and narratively. “Holy Feeling” is about being present and focusing on the beauty of what’s in front of you, instead of what lies unknowingly in the future. I wrote it at Sonic Ranch in El Paso, which felt like a second home to me being from Oklahoma. I think it captures a more unpolished version of myself.

## Музыканты
- Грейсон Ченс — автор текста
- Тедди Гайгер — автор музыки, гитара, продюсер
- Чед Копелин[англ.] — автор музыки, продюсер
- Christian Theriot — автор музыки
- Jon Castelli — инженер сведения
- Dale Becker — мастеринг-инженер[4]

## Видеоклип
Видеоклип на песню был снят в Лос-Анджелесе режиссёром Бобби Ханафордом (Bobby Hanaford). Образ Ченса в видео был стилизован бельгийским дизайнером Энтони Ваккарелло, креативным директором дома Saint Laurent. В клипе Ченса сопровождают восемь вдохновляющих людей с разными талантами. От балерины и плотника до татуировщика и художника — каждый человек демонстрирует свою любовь и страсть к своему конкретному ремеслу. Клип снимался на 16 мм камеру в том же самом месте, где двумя годами ранее снимался клип на сингл «Shut Up».
После выхода клипа Ченс загрузил на YouTube отдельные видео про героев видеоклипа — людей разных профессий, которые страстно увлечены своим делом: Лаура (балерина), Мариано (боксёр), Арина (портная), Вайана (скрипачка) и др.

## Версия Unplugged
17 февраля 2021 года вышла официальная unplugged версия песни продолжительностью 3 мин 58 сек. Её Ченс записал у себя дома, в городе Эдмонд, штат Оклахома. На эту версию песни в оранжерее Myriad Botanical Gardens Оклахома-Сити был также снят официальный видеоклип (рёж. Rahul Chakraborty).

## Отзывы критиков
- Портал «ThomasBleach» описывает сингл: «Грейсон Ченс уже описал „Holy Feeling“ как ось своего будущего альбома и как эта песня вдохновила всё остальное в его повествовании, и это то, что вы сразу поймёте, когда слушаете её впервые. Это песня, в которой чувствуется катарсис, эмоциональность, романтика, и она действительно показывает зрелый рост по сравнению с тем, где он был лично и артистически на альбоме „Portraits“.»[4].
- Немецкий портал «the little queer review» называет голос Ченса «разносторонним», а текст песни «замечательным». Обозреватель также надеется на то, что Ченс всё таки выпустит новый альбом после этого сингла, или хотя бы EP[15].
- В своей рецензии «Culture Fix» приводит слова Ченса о его борьбе с анорексией в последние пару лет, а далее говорит, что «представляя песню слушателю Грейсон документирует целебную силу музыки»[7].
- «Euphoria» называет трек «прекрасной мелодией, которую Ченс сможет добавить в своё резюме»[16].
- Индонезийский портал «Creative Disc» сравнивает сингл Ченса с творчеством американской инди-фолк группы Bon Iver[5].